# Сураш
Сура́ш (баш. Сураш) — древнебашкирский род, входящий в состав племён Усерган и Байлар.

## Происхождение
Род Сураш в составе племени Усерган является одним из древнейших и входит в первоначальный состав при его образовании. Башкиры причисляют Сураш к числу наиболее древних родов наряду с Аю и Буре. Появление рода связывают с формированием в Северном Приаралье и низовьях Сырдарьи племени Усерган и вхождением его в племенной союз, известный как Баджгурд. Усерганы, как и любое другое племенное объединение, сложилось из родов разного этнического происхождения. Рода Сураш и Аю являются потомками угорских племён, кочевавших в IV-VI вв. на севере и востоке от Аральского моря. Эти племена являются осколком Саргатской культурной общности Среднего Прииртышья (часть исследователей отождествляет их с савирами, сыбырами), сочетавшей в себе угро-самодийско-иранские этнические черты при господствующем положении последних. Л. М. Левина отмечает культ медведя у угорских народов: сравните с названием рода Аю (по-башкирски «медведь»), у которых это животное, вероятно, было тотемом. От него отличается по происхождению усерганский род Буре (волк), имя которого говорит об иранских истоках: культ собаки (волка) связан с древними индоевропейскими верованиями, в том числе с древним хтоническим божеством Гекатой. Угорскими родами в составе баджгурдов приаральского периода был привнесён и сохранившийся надолго экзоэтноним иштяк, которым называли позднейших башкир соседние народы.
Соответствующий башкирскому род Чураш присутствует в этнонимии каракалпаков, узбеков (в роде Тогузогуз племени Кыпчак) и киргизов, а также как подразделение зеравшанских кыпчаков. В Приаралье род Сураш как и другие угорские роды и соседствующие с ним ираноязычные племена хионитов (согласно С. П. Толстову, создатели т.н. «болотных» городищ) под наплывом тюркских племён вошли в состав местного населения — предков каракалпаков (племя Муйтен), кыпчаков и узбеков, часть которого под тем же именем Муйтен, или Усерган (имя с иранским компонентом -ан) с составе печенегов ушла на запад.
На рубеже 1-го и 2-го тысячелетий Сураш в составе усерган поселился на Бугульминско-Белебеевской возвышенности. Под натиском монголов в XIII веке усерганы ушли в предгорья Южного Урала, где род Сураш разделился: часть сурашевцев осталась в составе родственных байларцев и позднее передвинулась в низовья реки Ик, остальные ушли в присакмарские степи. Сильному влиянию усерган рода сураш подвергся род Еней, что подтверждается высоким удельным весом усерганских тамг у енейцев.

## Родовые подразделения
Абдулла, Байтал, Буйлыккан, Иман, Юмакай, Калмак, Каралар, Куян, Кыпсак, Кэрэкэй, Мурзагале, Мышы, Сукмар, Туркмен, Ур, Усмак.

## Фамилии
Абдуллины, Валитовы, Кулаевы,Карабаевы,Сарбаевы и др.

## Известные представители
- Кулаев, Мухаметхан Сахипгареевич (1873-1959) — врач-просветитель, башкирский филолог, участник Башкирского национально-освободительного движения 1917-1919 гг[6].